# Clastoptera secunda
Clastoptera secunda är en insektsart som först beskrevs av Berg 1879.  Clastoptera secunda ingår i släktet Clastoptera och familjen Clastopteridae. Inga underarter finns listade i Catalogue of Life.